# 葉利尼亞攻勢
54°34′N 33°10′E / 54.567°N 33.167°E
蘇聯紅軍的葉利尼亞攻勢行動（1941年8月30日至9月8日）是蘇德戰爭最初階段中斯摩棱斯克戰役中的其中1場戰事。
這次進攻是針對德國第4軍團在對維亞濟馬 並最終指向莫斯科持續進攻的僵持階段時，在斯摩棱斯克東南葉利尼亞形成長達50公里的半圓形突出部。

## 德軍的位置
最初部署在突出部內的是第10裝甲師、武裝親衛隊帝國師、第268步兵師和第202突擊炮營等，但他們被第137、第78、第292以及第268步兵師所取代，大約有70,000名士兵與500門大砲和隸屬於第202突擊炮營的40輛3號突擊炮，其中最後3個師是德國第20軍的一部份。 在突出部的北部是德軍第15步兵師，而在南部是德軍第7步兵師。儘管古德里安在8月4日於鮑里索夫與希特勒和其他德國中央集團軍指揮官的會議期間提出後撤，但這被拒絕了作為1個選項考慮。

## 蘇軍的計劃
8月26日蘇聯最高統帥部命令由格奧爾基·朱可夫元帥指揮的預備隊方面軍下之第24軍團，在8月30日對突出部展開進攻。 攻勢之目的是要進攻突出部的根部，與第102坦克師和第303步兵師組成包圍圈的外部防線，和在北部夾擊之第107和第100步兵師和在南部夾擊的第106機械化步兵師形成包圍圈的內部防線。在南面支援第106機械化步兵師的是第303步兵師。在中央（東部）部份進攻的是第19和第309步兵師。 第103摩托化師和第120步兵師被部署在突出部南北戒備森嚴的領域上，以防止德軍師團可能的逃走路線。 第24軍團只被分配20架飛機進行偵察和校正炮火的工作，沒有專門的戰鬥機或對地攻擊機進行支援。

## 實施進攻
9月3日，在被包圍的威脅下，德軍開始從突出部撤退，同時保持對側翼的阻擊。 9月6日葉利尼亞被重新奪回。蘇聯的攻勢一直持續到9月8日，停止在德軍新的防線上。
這是最重大逆轉因為德意志國防軍在蘇聯和德國的戰爭中至該日遭受最重大的傷亡和蘇聯第一次成功的策劃攻勢。行動中，德軍損失為有45,000人死亡、受傷或被俘。紅軍的損失有不同程度的估計。拉库京少將在戰鬥中陣亡。

## 親衛单位的建立
葉利尼亞攻勢亦標誌著建立親衛單位的開始，第100和第127步兵師被更名為第1和第2親衛步兵師。 1941年9月26日，第107和第120步兵師也更名為第5和第6親衛步兵師。

## 引文和註釋
1. 1 2  Glantz & House 1995，第293頁.
2. ↑  Glantz & House 2015，第90頁.
3. ↑  p.7, Kurowski
4. ↑  從北至南沿突出部戰線部署
5. 1 2 3 4 5 6  Khoroshilov & Bazhenov
6. ↑  pp.6-7, Kurowski
7. ↑  Г. К. Жуков. Воспоминания и размышления.
8. ↑  得到第103獨立坦克營的增援

## 建議參考書
- Voyenno-Istorichesky Zhurnal (Military History Journal), # 10, October 1986.